# Realmonte

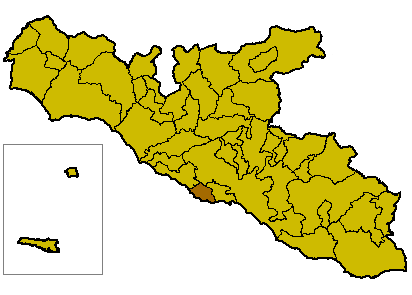
Ubicació de Realmonte dins de la província

Realmonte (sicilià Muntiriali) és un municipi italià, dins de la província d'Agrigent. L'any 2008 tenia 4.515 habitants. Limita amb els municipis d'Agrigent, Porto Empedocle i Siculiana.

## Administració
| Període | Identitat          | Partit        |
| ------- | ------------------ | ------------- |
| 2005-   | Giuseppe Farruggia | Llista cívica |